# Sininocellia gigantos
Sininocellia gigantos är en halssländeart som beskrevs av C.-k. Yang 1985. Sininocellia gigantos ingår i släktet Sininocellia och familjen reliktsländor. Inga underarter finns listade i Catalogue of Life.